# کاکوکوم
کاکوکوم (به اسپانیایی: Cacocum) یک منطقهٔ مسکونی در کوبا است که در استان اولگین واقع شده‌است. کاکوکوم ۶۶۱ کیلومتر مربع مساحت و ۴۲٬۶۲۳ نفر جمعیت دارد و ۷۵ متر بالاتر از سطح دریا واقع شده‌است.